# إيفون ردلي
إيفون ردلي (بالإنجليزية: Yvonne Ridley)‏ (من مواليد 23 أبريل 1958) هي صحفية بريطانية وناشط في حزب الاحترام. كانت قد أسرتها طالبان في عام 2001، ثم تحولت إلى إسلام بعد الإفراج عنها، وأصبحت فيما بعد أحد كبار منتقدي الصهيونية وأشد منتقدي وسائل الإعلام الغربية في تصويرها للحرب على الإرهاب.

## السيرة الذاتية
درست ردلي في كلية لندن للطباعة. وكتبت كصحفية في صنداي تايمز والاندبندنت والأبزيرفر وديلي ميرور وأخبار العالم. وكانت نائب رئيس تحرير ويلز يوم الاحد وكانت مراسلة عندما أرسلتها صحيفة صنداي اكسبريس إلى أفغانستان بعد هجمات 11 سبتمبر.
ألقت محاضرات في الولايات المتحدة وأستراليا وجنوب أفريقيا والشرق الأوسط حول القضايا المتعلقة بالعراق وإسرائيل وأفغانستان والشيشان وكشمير وأوزبكستان والمرأة في الإسلام والحرب على الإرهاب والصحافة في الجامعات.
ولها كتابان بعنوان في أيدي طالبان و تذكرة إلى الجنة. وتعد ردلي أحد رعاة جماعة الضغط البريطانية المسماة سجناء الأقفاص، ورئيسة الفرع الأوروبي لاتحاد المرأة المسلمة، ونائب رئيس رابطة مسلمي أوروبا ومقرها ميلانو وجنيف. وهي عضو في تحالف أوقفوا الحرب ومتحدثة في المسيرات التي ينظمها، كما أنها عضو بحزب الاحترام، وقد ترشحت عنه في الانتخابات البرلمانية.

### القبض عليها من قِبَل طالبان
في 28 سبتمبر 2001، عندما كانت تعمل لصحيفة صنداي اكسبريس، حيث أسرتها طالبان في أفغانستان. ففي الأيام التي سبقت بداية الغزو الذي قادته الولايات المتحدة لأفغانستان، تم رفض منح تأشيرة الدخول لها، فقررت أن تحذو حذو مراسل بي بي سي جون سيمبسون، الذي عبر الحدود متخفيا في النقاب. فقد دخلت يوم 26 سبتمبر، وقضت يومين متخفية في أفغانستان. وعند عودتها مع دليلها، تم اكتشافها عندما وقعت من فوق الحمار وشاهد أحد جنود طالبان الكاميرا التي معها. تم اتهامها بالتجسس، وهي تهمة تقضي بالموت أو على الأقل عقوبة السجن لدخول أفغانستان بطريقة غير شرعية. التقت المندوب السامي البريطاني في باكستان، هيلاري سينوت، مع سفير طالبان في إسلام أباد، الملا عبد السلام ضعيف، ودارت مفاوضات من أجل إطلاق سراحها. في 8 أكتوبر أطلق سراحها وتم تسليمها إلى السلطات الباكستانية. وكان يُخشى أن تتعرض للخطر جراء قصف الأهداف الأفغانية كجزء من الحرب في أفغانستان التي بدأت في اليوم السابق لتحريرها.
أعلنت أنها كتبت يوميات وخبأتها داخل صندوق لأنبوب معجون الأسنان، وقالت إنها كانت في إضراب عن الطعام طوال فترة احتجازها. ووصفت تجربتها بأنها مرعبة لكنها لم تتعرض لإيذاء جسدي.
وتذكر ردلي في إحدى المقابلات المصورة عن تصورها لحظة الاعتقال أنها ستكون ضحية لجماعة متطرفة، وأنها بدأت تفكر كيف وبأي وسيلة ستلقى حتفها، لكنها رأت معاملة إنسانية واحتراما لها كإنسان، حيث ُقِّدم لها ما يحتاجه المعتقل من طعام وكساء وغيره، ثم عزمت على أن تراجع معلوماتها عن الإسلام.
بعد إطلاق سراحها، تم سجن الأفغان المتعاونين معها، جان علي ونجيب الله مهند، وابنته البالغة من العمر خمس سنوات، تم حبسهم في سجن في كابول. وتم القبض على ثلاثة على الأقل من أقارب مهند بتهمة مساعدة ردلي بعدما قامت طالبان بإظهار الفيلم الذي كان في الكاميرا.

### تحولها إلى الإسلام
أثناء احتجازها طلب أحد خاطفيها أن تعتنق الإسلام، فرفضت، لكنها وعدته أنها ستقرأ القرآن بعد إطلاق سراحها. وبمجرد تحررها، نفذت ذلك الوعد بقراءة القرآن، للبحث عن تفسير لمعاملة طالبان للمرأة، لكنه لم تجد. بدلا من ذلك اكتشفت أن القرآن يُعد دستورا للنساء أو "ماجنا كارتا للنساء"، وقالت: «القرآن يوضح مساواة النساء في الروحانية، والقيمة والتعليم. فالإسلام هو الكمال، لكن الناس ليسوا كذلك»، تعني أن الإسلام دين كامل لكن بعض المسلمين ليسوا كما أراد الإسلام."
وبعد دراسة الإسلام لمدة 30 شهرا أعلنت عن إسلامها، وأعلنت أنها تنتمي فكريا لجماعة الإخوان المسلمين.
فاعتنقت الإسلام في صيف عام 2003.

### أعمالها اللاحقة
في ديسمبر 2001 صدر لها كتاب  في أيدي طالبان ، وهو مذكرات تتضمن تفاصيل عن عشرة أيام قضتها محتجزة في أفغانستان. ؛ وهي تقوم بالتعريف بالإسلام في محاضرات في مختلف البلاد. لها محاضرة في «يوتيوب» عن احتجازها الطلبان في أفغانستان أمام جمهور في نيوزيلاند. أعربت عن مخاوفها من أن ضباط من الموساد، أو من وكالات الاستخبارات الأخرى، كانوا يخططون لقتلها في محاولة لتعزيز الدعم الشعبي للحرب في أفغانستان.
استقالت من عملها مع صحيفة اكسبرس وأعلنت العودة إلى أفغانستان للعمل على تكملة لكتابها. تلك التكملة لم تتحقق، لكنها عادت في عام 2002 كجزء من عطلة مع ابنتها ديزي.
في عام 2003 عملت ردلي في قناة الجزيرة، حيث عملت ككبير محررين، وقالت إنها ساعدت في إطلاق موقع القناة باللغة الإنجليزية. في نوفمبر من ذلك العام فُصلت من القناة. وكان ذلك سببا في حملتها لحقوق الصحفيين في قناة الجزيرة الإنجليزية وموقعها، أقامت قضية ضد الفصل التعسفي ضد القناة. وبعد أربعة سنوات حُكم لها بتعويض قدره 100,000 ريال قطري، وهو ما يعادل حوالي 14,000£.
في ديسمبر 2003 أصدرت رواية تذكرة إلى الجنة، على خلفية أحداث 11 سبتمبر.